# Bill Traylor
Pour les articles homonymes, voir Traylor.
William « Bill » Traylor, né le 1er avril 1854 à Benton (Alabama) et mort le 23 octobre 1949 à Montgomery, est un artiste autodidacte afro-américain du comté de Lowndes en Alabama. 
Né esclave, Traylor fut métayer pendant la plus grande partie de sa vie après la proclamation d'émancipation. Ce n'est qu'après 1939, après son déménagement à Montgomery, en Alabama, qu'il commence à dessiner. À 85 ans, il utilisa un crayon et un morceau de carton pour documenter ses souvenirs et ses observations. De 1939 à 1942, alors qu'il travaillait sur les trottoirs de Montgomery, Traylor a produit près de 1 500 œuvres d'art. 
Alors que les œuvres de Traylor furent exposés publiquement pour la première fois en 1940, ce n'est qu'à la fin des années 1970, trente ans après sa mort, que son travail a commencé à recevoir une attention plus large. L'acceptation récente de Traylor en tant que figure importante du folklore américain et de l'art moderne est due aux efforts de Charles Shannon, ainsi qu'à une évolution des goûts du monde de l'art. Shannon, qui a découvert l'œuvre de Traylor pour la première fois en 1940, a attiré l'attention du monde de l'art sur lui. Depuis lors, la perception publique et universitaire de la vie et du travail de Bill Traylor est en constante évolution. D'abord présenté comme un exemple d'artiste « primitif » ou « brut », Traylor occupe désormais une position centrale dans les domaines de l'art « autodidacte » et de l'art moderne. 

## Biographie
Bill Traylor est né en avril 1853, à Benton, en Alabama, dans le Sud des Etats-Unis. Ses parents, Sally (1815–1880) et Bill Calloway (1805–1860 +) étaient esclaves de la plantation de George Hartwell Traylor (1801–1881), un blanc producteur de coton. Il avait cinq frères et sœurs, Liza (1837), Henry (1845), Frank (1846), Jim (1847) et Emet (1854). 
Pour le jeune Traylor, le milieu des années 1860 a marqué une période de changements personnels et économiques radicaux. En 1865, Traylor a été témoin de la perte de la Confédération contre l'Union durant la guerre de Sécession. Cette rupture sociale et politique a été aggravée par la mort de son père entre 1860 et 1866. Alors que la fin de la guerre assurait son émancipation légale, Traylor restait piégé dans les structures économiques des lois Jim Crow du Sud. Il a continué à travailler sur la même plantation, mais comme métayer. 
Bien qu'il demeure difficile de documenter les détails de la jeunesse de Traylor, les chercheurs ont noté que qu'il a eu de nombreux nombre d'enfants. En 1884, Traylor a fondé une famille avec Larisa Dunklin (1872-). En 1887, ils avaient eu trois enfants : George, Pauline et Sally. En 1898, le couple avait eu cinq autres enfants : Rueben, Easter, Alice, Lillian et un enfant sans nom. En 1887, Traylor a engendré Nettie d'une autre relation. De plus, à la fin des années 1890, il a pris une deuxième épouse, Laura Williams (1870-). Ce couple a eu cinq enfants : Clement, Will, Mack, John Henry et Walter. En 1902, Traylor a eu un fils nommé Jimmie, avec une autre femme. Plus tard dans la vie, Traylor a été cité comme affirmant qu'« il a élevé une vingtaine d'enfants ». 
En 1909, Traylor cultive dans le comté de Montgomery et en 1928, il part pour la capitale, Montgomery. ,Traylor a ensuite expliqué : « Mes blancs[Quoi ?] étaient morts et mes enfants s'étaient dispersés ». Pour Traylor, 75 ans, c'est un nouveau départ difficile, mais il loue une chambre et plus tard une petite cabane et trouve du travail pour subvenir à ses besoins. Plusieurs années après le déménagement, il a du mal à joindre les deux bouts. Après que les rhumatismes l'ont empêché de continuer à travailler dans une usine de chaussures, il se retrouve à la rue. La nuit, il dort dans l'arrière-salle du salon funéraire Ross-Clayton. Pendant la journée, il campe rue Monroe. C'est là, au centre de la communauté afro-américaine de Montgomery, qu'il commence sa carrière artistique. 
En juin 1939, Charles Shannon, un jeune artiste blanc, remarque Traylor et son talent naissant. Intrigué, Shannon s'arrête à plusieurs reprises à proximité de Traylor pour l'observer travailler. Shannon remarque ensuite la progression du travail de Traylor : « Il a travaillé régulièrement dans les jours qui ont suivi et il est rapidement devenu évident que quelque chose de remarquable se passait : ses sujets sont devenus plus complexes, ses formes plus fortes et le rythme intérieur de son travail a commencé à s'affirmer ». 
Peu de temps après cette rencontre, Shannon commence à fournir à Traylor de la peinture, des pinceaux et du papier à dessin. Ils se sont rapidement liés d'amitié. En février 1940, New South, un centre culturel que Shannon a fondé, lance l'exposition « Bill Traylor: People's Artist ». Elle comprend une centaine de dessins de Traylor. Néanmoins, malgré de nombreuses mentions dans les journaux locaux, aucune des œuvres de Traylor n'est vendue. L'exposition, cependant, reste remarquable. C'est la seule que Traylor a eu l'occasion de connaître. 
En 1942, Traylor fait ses débuts à New York. Du 5 au 19 janvier, l'Ethical Culture Fieldston School de Riverdale, dans l'État de New York accueille l'exposition Bill Traylor: American Primitive (Work of an old Negro). Victor E. D'Amico, alors directeur de l'éducation au Musée d'art moderne (MoMA), organise l'exposition. Néanmoins, alors que l'exposition présente le travail de Traylor à la communauté artistique de New York, elle n' aboutit pas à l'achat d'œuvres de Traylor par un musée. Alfred Barr, le directeur du MoMA, a notamment proposé d'acheter plusieurs dessins pour la collection du musée, ainsi que sa propre collection personnelle. Cependant, comme il n'a offert qu'un ou deux dollars pour chaque œuvre de Traylor, l'accord n'a pas eu lieu. 
De 1942 à 1945, Traylor vit avec ses enfants et d'autres membres de sa famille à Détroit, Chicago, New York, Philadelphie et Washington DC. Après avoir perdu une jambe de la gangrène, il retourne à Montgomery pour vivre avec sa fille, Sarah (Sally) Traylor Howard. Le 23 octobre 1949, il meurt à l'hôpital Oak Street de Montgomery. Il est enterré au cimetière Mount Moriah.

## L'œuvre
Les dessins de Traylor dépeignent ses expériences et ses observations de la vie rurale et urbaine à l'aide de symboles, de formes et de motifs répétés. Son lexique visuel comprend des images de personnes, de plantes, d'animaux et de monuments locaux. Alors que certaines œuvres se concentrent sur un seul animal, comme un chien ou un serpent, d'autres peintures offrent des scènes composées d'individus rassemblés près d'une fontaine ou travaillant dans une ferme. 
Ses œuvres vont de simples représentations d'une seule figure à des dessins à la composition plus complexe de groupes. Shannon a remarqué que cette évolution reflétait la maturation artistique de Traylor. Les œuvres de la dernière année de travail de Traylor « ont rassemblé bon nombre des thèmes visuels qu'il avait développés à cette époque: des formes abstraites fortes, une combinaison de figures animales et végétales et de formes abstraites, des personnes dans divers états allant de la sérénité à l'hystérie, des voleurs et des boissons et des enfants diaboliques ». Dans son œuvre, Traylor s'est présenté à la fois comme un documentariste et un conteur. Depuis son trottoir, il a couché sur le papier à la fois la vie quotidienne de ses amis de passage et de ses voisins à Montgomery ainsi que ses propres expériences passées à Benton. Ses formes et personnages simplifiées fournissent un aperçu inestimable des difficultés et des réalités des Afro-Américains, vivant sous Jim Crow dans l'Alabama rural et urbain. 

## Histoire des expositions
L'oeuvre de Traylor a finalement attiré l'attention du monde de l'art au sens large à la fin des années 1970-80. En 1974, Shannon et sa femme ont sorti toute l'œuvre de Traylor de son lieu d'entreposage et ont commencé à la trier. Refusant de donner des titres aux œuvres de Traylor, Shannon a initialement catégorisé la collection en fonction de ses sujets. En 1975, il a divisé la collection en vingt-cinq catégories d'œuvres partageant une imagerie similaire et en trois catégories supplémentaires: les premières œuvres, les très grandes œuvres et les œuvres spéciales. En tant que collection organisée, les œuvres de Traylor ont finalement commencé à susciter l'intérêt des amateurs d'art. 
En 1979, Richard H. Oosterom a accepté de tenir une exposition uniquement constituée des œuvres de Bill Traylor. Du 13 décembre 1979 au 12 janvier 1980, RH Oosterom, Inc. a monté l'exposition « Bill Traylor 1854-1974, Works on Paper ». L'exposition a également conduit à la première acquisition institutionnelle des dessins de Traylor. Le Schomburg Center for Research in Black Culture a acheté Man on Mule. 
Ce n'est que lors des débuts de Traylor en 1982 à la Corcoran Gallery of Art de Washington DC. que le public a commencé à remarquer l'importance de son travail. Les commissaires Jane Livingstone et John Beardsley ont inclus trente-six œuvres de Traylor dans l'exposition historique Black Folk Art in America 1930-1980. Peu de temps après, Shannon a fait don d'une trentaine d'œuvre de Traylor au Musée des beaux-arts de Montgomery, dont l'une a été achetée plus tard par le High Museum of Art. 
L'année 1982 « inaugura l'exposition au public, l'analyse critique et la publication de plus grande ampleur à travers lesquelles le travail de Traylor est devenu largement reconnu ». En 1995, le Metropolitan Museum of Art expose les œuvres de Traylor. En 1996, six semaines après la mort de Shannon, le MoMA a inclus les dessins de Traylor dans l'exposition A Century of American Drawing from the Collection. 
Traylor a été accepté dans les rangs nationaux et internationaux des artistes autodidactes les plus éminents. Les critiques et les conservateurs ont cessé de le qualifier d'artiste « primitif » ou « outsider », et ont plutôt choisi de se concentrer sur son importance et sa signification dans l'art américain du XXe siècle. En 2005, le Studio Museum de Harlem a lancé l'exposition Bill Traylor, William Edmondson and The Modernist Impulse. L'exposition itinérante, organisée par Josef Helfenstein, directeur de la collection Menil, et Russell Bowman, ancien directeur du Milwaukee Art Museum, présentait cinquante des dessins et peintures de Traylor. En regardant au-delà de la position de Traylor en tant qu'artiste « folk » ou « outsider », l'exposition a examiné son travail en relation avec « les œuvres modernistes de l'avant-garde établie ou « officielle » de l'époque ». 
L'American Folk Art Museum a poursuivi cet effort en 2013 avec deux expositions. Du 11 juin au 22 septembre, le Musée a accueilli à la fois Bill Traylor: dessins des collections du High Museum of Art et du Montgomery Museum of Fine Arts, une exposition itinérante et Traylor in Motion: Wonders from New York Collections, une exposition interne. Stacy C. Hollander, conservatrice en chef du American Folk Art Museum, et Valérie Rousseau, conservatrice de l'art autodidacte et de l'art brut, ont organisé Traylor in Motion. Ensemble, les expositions présentaient 104 des dessins et peintures de Traylor. Roberta Smith, du New York Times, a décrit les expositions couplées comme « offrant une immersion totale dans son éclat de génie tardif »[réf. nécessaire].  
La plus grande exposition d'œuvres de Traylor, Between Worlds: The Art of Bill Traylor, a été présentée au Smithsonian American Art Museum du 28 septembre 2018 au 7 avril 2019. Il s'agit de la première rétrospective jamais présentée pour un artiste né esclave. L'exposition a été organisée par Leslie Umberger, conservatrice de l'art populaire et autodidacte, qui a également écrit le catalogue de l'exposition. Le musée a élargi sa collection d'œuvres de l'artiste grâce à d'importantes acquisitions et dons, notamment l'acquisition d'œuvres phares de la collection Judy Saslow. 

## Perception populaire et critique
En 1942, en détaillant les débuts de l'exposition de Traylor, les journalistes locaux ont mis en avant la qualité primitive et africaine de son œuvre. Des examens ultérieurs ont suivi cette perspective. Un journal de Montgomery a publié un article intitulé « L'énigme de l'oncle Bill Traylor: né esclave, non instruit dans l'art, ses peintures rappellent les images des cavernes - et Picasso ». Cette analyse de l'œuvre de Traylor au travers du prisme de son afro-américanité a perduré pendant la majeure partie du XXe siècle. 
Le 16 septembre 2013, l'American Folk Art Museum a organisé un symposium d'une journée, Bill Traylor: Beyond the Figure, pour discuter de cet héritage compliqué. Une douzaine d'universitaires, d'artistes et de conservateurs se sont réunis pour débattre de la manière de cadrer de manière responsable la vie et l'œuvre de Bill Traylor. 
En se penchant sur l'histoire personnelle de Traylor, Alana Shilling du Brooklyn Rail a mis en garde contre le fait de prendre exclusivement en compte la valeur esthétique des œuvres de Traylor. « Mettre de côté » ses luttes personnelles, « c'est ignorer ce qui fait de Traylor non seulement un artiste remarquable, mais aussi un annaliste éloquent de l'histoire d'une nation : sa brutalité »[réf. nécessaire].  
La vie et l'art de Traylor ont fait l'objet d'un livre pour enfants de 2012, It Jes 'Happened: When Bill Traylor Started to Draw, écrit par Don Tate et illustré par R. Gregory Christie. 
La rétrospective du Smithsonian American Art Museum, Between Worlds: The Art of Bill Traylor, a reçu une attention considérable, notamment des articles dans The New Yorker, The Utterly Original Bill Traylor ; The Washington Post, « Né dans l'esclavage, Bill Traylor ne s'est pas contenté de peindre, il nous a laissé un monde » ; et The New York Times, « Les meilleurs livres d'art de 2018 ». Il a également été présenté sur CBS News Sunday Morning. 
Le 22 février 2019, le Smithsonian American Art Museum a organisé un symposium conjointement avec la rétrospective Traylor pour discuter de « nouvelles idées et informations sur la façon dont la représentation visuelle d'un homme de la vie afro-américaine donne un sens plus large à l'histoire de la nation ».

## Controverses
En novembre 1992, les héritiers de Traylor ont intenté une action contre Shannon pour possession illégitime des dessins de Traylor. Après enquête, le procès a été réglé à l'amiable. Shannon a accepté de donner aux descendants de Traylor, au nombre de plus de 40, douze pièces de Traylor. 
La publication en 2009 du livre de Mechal Sobel, Painting a Hidden Life: The Art of Bill Traylor, a suscité une controverse considérable. Dans ce livre, Sobel a exposé et étudié un certain nombre d'affirmations : le meurtre supposé par Traylor de l'amant de sa femme, le lynchage par la police de Birmingham du fils de Traylor en 1929, et l'utilisation répandue de symboles par Traylor pour cacher son appel à l'opposition des Noirs à la loi Jim Crow et Lynch,. 